# Secret State
Secret State est une mini-série britannique en quatre parties de 45 minutes diffusée entre le 7 et le 28 novembre 2012 sur la chaîne Channel 4.
Adaptée du roman du politicien anglais Chris Mullin intitulé A Very British Coup et paru en 1982, la série est diffusée en France sur Arte le 6 février 2014, et tous les épisodes sont disponibles sur la plateforme MYTF1. Elle reste inédite dans les autres pays francophones. 

## Synopsis
Pendant la campagne pour les élections générales britanniques, un accident industriel survient à Scarrow, laissant morts et blessés et posant des questions étranges sur les procédures de sécurité de l'entreprise pétrochimique américaine Petrofex.
Le premier ministre britannique (prime minister) dit avoir négocié une compensation pour les victimes de la part de l'organisation, mais, lors de son retour au Royaume-Uni, son avion s'écrase dans l'Atlantique.
Le vice-premier ministre (deputy prime minister) Tom Dawkins prend les commandes du pays avant les élections, et, alors qu'il tente de découvrir la vérité sur la catastrophe, il met au jour une conspiration touchant le cœur même du système politique britannique.

## Distribution
- Gabriel Byrne (VF : Gabriel Le Doze) : Tom Dawkins
- Charles Dance (VF : Vincent Violette) : John Hodder
- Stephen Dillane : Paul Jacob Clark
- Rupert Graves (VF : Bruno Choël) : Felix Durrell
- Ralph Ineson (VF : Olivier Destrez) : Wrigglesworth
- Russell Kilmister (VF : Franck Capillery) : Nillis Jacobson
- Sylvestra Le Touzel (VF : Marie-Laure Dougnac) : Ros Yelland
- Anna Madeley : Gina Hayes
- Gina McKee : Ellis Kane
- Ruth Negga (VF : Magali Barney) : Agnes Evans
- Jamie Sives (VF : Laurent Morteau) : Lee Foulds
- Lia Williams (VF : Ariane Deviègue) : Laura Duchenne
- Al Weaver : Joss Leyton
- Douglas Hodge : Anthony Fossett
- Nicholas Farrell : Général Munnery
- Anton Lesser : Sir Michael Rix

- Tobias Menzies : Charles Flyte
Version française
  - Société de doublage : Imagine[2]
  - Direction artistique : Catherine Brot[2]

Source VF : RS Doublage

## Épisodes
1. Épisode 1 (Episode One)
2. Épisode 2 (Episode Two)
3. Épisode 3 (Episode Three)
4. Épisode 4 (Episode Four)

## Distinctions

### Nominations
- International Emmy Awards 2013 : meilleure mini-série ou meilleur téléfilm